# Dugout

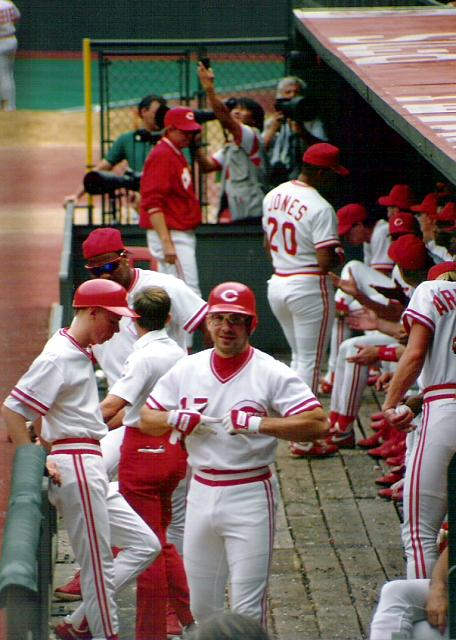
Cincinnati Reds’ Dugout, 1991

Im Baseball ist der Dugout der Bereich der Spielerbank im Foul Territory zwischen der Home Plate und entweder der First Base oder der Third Base. Ein Baseballfeld hat immer zwei Dugouts, eines für die Heimmannschaft und eines für die Gastmannschaft. Generell halten sich dort alle Spieler auf, die nach dem Reglement nicht auf dem Spielfeld im Einsatz sind, sowie Trainer, Betreuer und weiteres Personal, soweit sie von der jeweiligen Liga zugelassen sind. Sämtliches persönliches Ausrüstungsmaterial wie Baseballhandschuhe, Helme, Schläger und Catcherausrüstungen werden ebenfalls im Dugout untergebracht.

## Ursprung

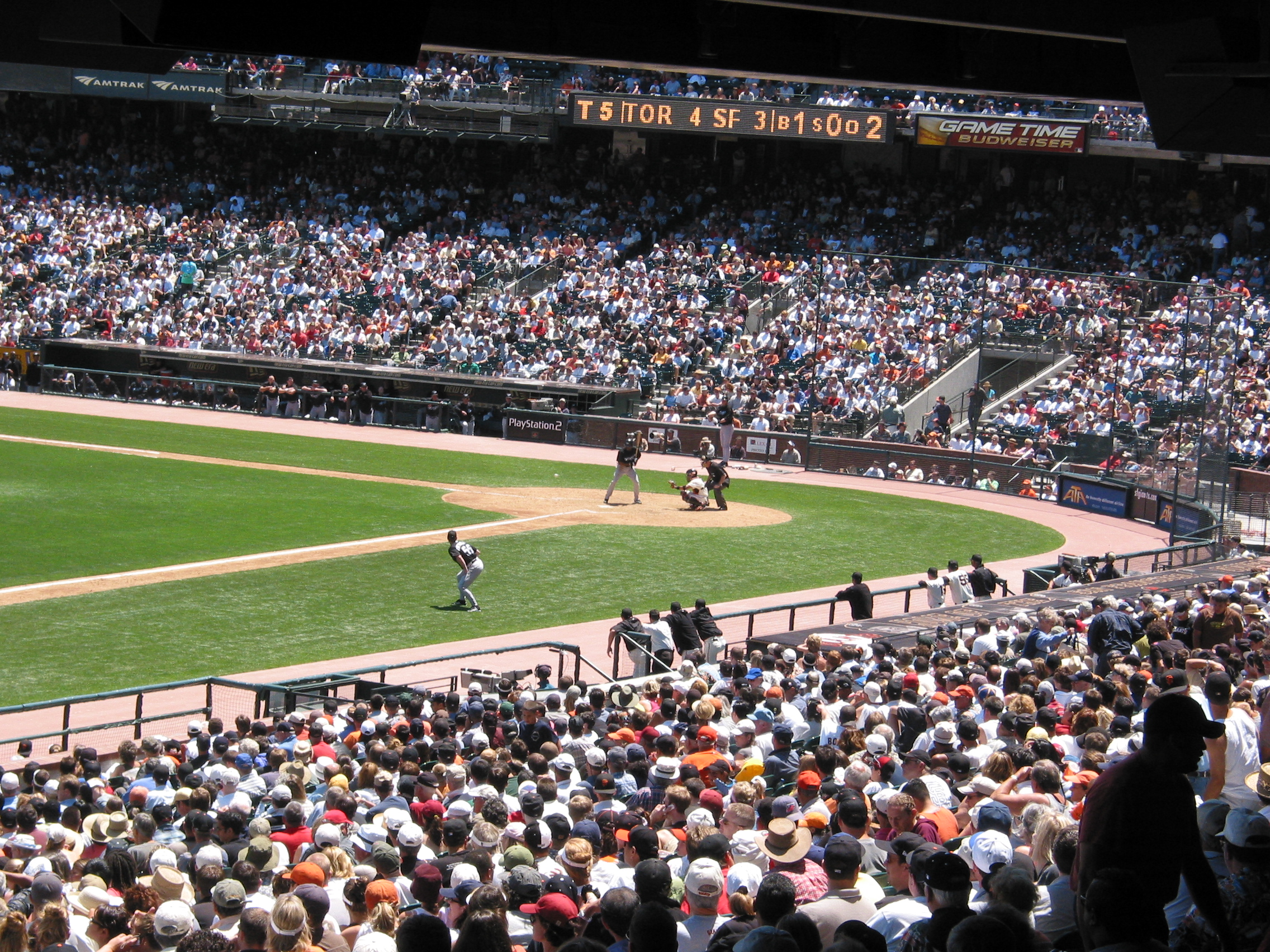
Dugout im Vorder- und Hintergrund mit Haupttribüne um die Home Plate

Der Begriff Dugout (englisch aus-/eingegraben) bezieht sich auf den Bereich unterhalb der Spielfeldhöhe. In der früheren Entwicklung der Spielfelder wurden die Spielerbänke ca. 80 cm unterhalb des Spielfeldes eingegraben, um den Zuschauern auf den Tribünen eine bessere Sicht auf das Hauptgeschehen um die Home Plate zu geben. Im Gegensatz zu vielen anderen Sportarten ist beim Baseball das Spielfeld nicht aus zwei symmetrischen Spielfeldhälften aufgebaut. Das Spielgeschehen ist auf den Bereich um das Infield konzentriert. Daher sind die Haupttribünen um die Home Plate entlang zur First Base und Third Base angeordnet. Um eine Sichteinschränkung der Zuschauer und eine Ablenkung durch Spieler auf der Bank zu vermeiden, wurden die Spielerbänke eingegraben und mit Sichtschutz (Dach, Seiten- und Rückwand) versehen.